# José Gabriel Funes

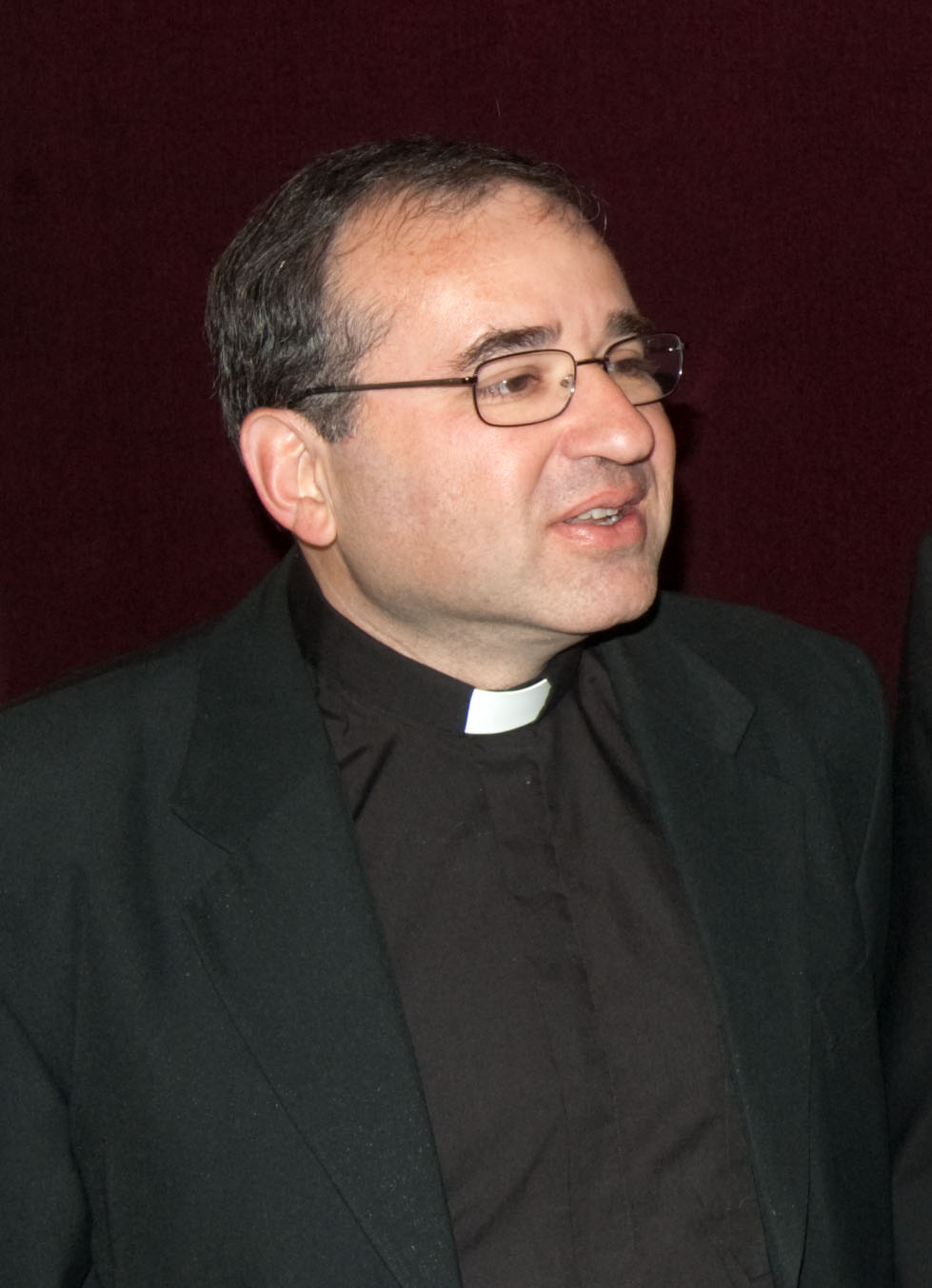
José Gabriel Funes

José Gabriel Funes SJ (* 31. Januar 1963 in Córdoba) ist ein argentinischer Jesuit und Astronom. Er war von 2006 bis 2015 Direktor der Vatikanischen Sternwarte.

## Leben
Seinen Masterabschluss in Astronomie erwarb er an der Nationalen Universität Córdoba in Argentinien und wurde an der Universität Padua in Italien zum Doktor der Astronomie promoviert. Zusätzlich erwarb er jeweils einen Bachelor-Abschluss in Philosophie an der University del Salvador in Argentinien und in Theologie an der Päpstlichen Universität Gregoriana in Rom. Er empfing 1995 die Priesterweihe. Als Forscher kam er im Jahre 2000 zur Vatikanischen Sternwarte und wurde am 19. August 2006 zum Nachfolger des damaligen Direktors George Coyne ernannt. Am 18. September 2015 löste ihn Guy Consolmagno SJ im Amt des Direktors ab.
| Personendaten    | Personendaten                                 |
| ---------------- | --------------------------------------------- |
| NAME             | Funes, José Gabriel                           |
| KURZBESCHREIBUNG | argentinischer Ordensgeistlicher und Astronom |
| GEBURTSDATUM     | 31. Januar 1963                               |
| GEBURTSORT       | Córdoba                                       |